# Make It Rain (Ed Sheeran)
Make It Rain è un singolo del cantante britannico Ed Sheeran, pubblicato il 2 dicembre 2014 dalla Columbia Records.
Il singolo è stato successivamente inserito nella lista tracce della Wembley Edition dell'album X, pubblicata il 13 novembre 2015.

## Descrizione
Originariamente composta dal cantautore britannico Foy Vance (la cui versione è stata successivamente pubblicata nel suo album dal vivo Live at Bangor Abbey), Make It Rain è stata incisa da Sheeran per essere inclusa in un episodio della settima stagione serie televisiva statunitense Sons of Anarchy, trasmesso nello stesso giorno di pubblicazione del singolo.

## Tracce
1. Make It Rain (from Sons of Anarchy) – 6:43

## Classifiche
| Classifica (2014) | Posizione massima |
| ----------------- | ----------------- |
| Australia         | 26                |
| Francia           | 103               |
| Irlanda           | 58                |
| Nuova Zelanda     | 23                |
| Regno Unito       | 38                |
| Stati Uniti       | 34                |